# Mogersdorf
Mogersdorf est une commune autrichienne du district de Jennersdorf dans le Burgenland.